# محمد أشرف روقا
محمد أشرف محمد توفيق لاعب كرة قدم مصري في مركز خط الوسط ، ويلعب حاليًا لنادي الزمالك.

وله مشاركة وحيدة مع المنتخب المصري في 8 يونيو 2015 أمام منتخب مالاوي والتي انتهت بفوز المنتخب المصري بهدفين مقابل هدف.

## انتقاله للزمالك
في فترة الانتقالات الصيفية 2017 ووقع اللاعب على عقد لمدة 5 مواسم، بعد أن نجح مجلس الإدارة بالزمالك برئاسة المستشار مرتضى منصور، في ضم اللاعب، مقابل 9 ملايين جنيه، تسدد على دفعتين، إلى جانب انتقال الثنائي محمد ناصف وأحمد سمير.

## روابط خارجية
- محمد أشرف محمد على موقع قاعدة بيانات كرة القدم.إي يو (الإنجليزية)
- محمد أشرف محمد على موقع Soccerway.com (الإنجليزية)